# Ороско, Андрес
Андре́с Фели́пе Оро́ско Ва́скес (исп. Andrés Felipe Orozco Vázquez; род. 18 марта 1979 года в Медельине) — колумбийский футболист, игравший на позиции защитника. В составе сборной Колумбии — победитель Кубка Америки 2001 года.

## Биография
Андрес Ороско — воспитанник клуба «Индепендьенте» из Санта-Фе-де-Боготы, но профессиональную карьеру начал в клубе «Депортес Киндио» в 1999 году. Довольно быстро его приобрёл клуб «Индепендьенте» из родного для футболиста города Медельина, и в 2002 году Андрес стал одним из ведущих игроков в обороне команды, которая выиграла чемпионат Колумбии (турнир Финализасьон). После этого Андрес отправился в Аргентину, где выступал за «Расинг» из Авельянеды. Но в этой команде возникли серьёзные финансовые проблемы, и в 2004 году Ороско переехал в Мексику, где выступал сначала за «Дорадос де Синалоа», а затем — за «Монаркас» из Морелии.
В 2007 году Ороско приобрёл сильнейший клуб мира по итогам 2006 года бразильский «Интернасьонал». В общей сложности за эту команду Андрес провёл за следующие два года 39 матчей, и забил один гол. Закрепиться в основе «Интера» ему не удалось, хотя он и помог своей команде выиграть Лигу Гаушу (чемпионат штата Риу-Гранди-ду-Сул) и Южноамериканский кубок в 2008 году.
В 2009—2010 годах Ороско выступал за один из сильнейших и самых титулованных клубов Колумбии «Атлетико Насьональ», а в 2010—2017 годах играл за «Энвигадо».
В 2001—2006 годах Андрес Ороско сыграл 20 матчей за сборную Колумбии. Он выступал на победном для колумбийцев домашнем Кубке Америки 2001 года. Кроме того, в составе национальной команды Ороско также участвовал в Золотом Кубке КОНКАКАФ 2003, куда Колумбия получила специальное приглашение, и занял четвёртое место на Кубке Америки 2004 года. В составе сборной Колумбии для футболистов не старше 21 года Ороско дважды побеждал на престижном международном турнире во французском городе Тулон.

## Титулы и достижения
- Чемпион Колумбии (1): Фин. 2002
- Чемпион штата Риу-Гранди-ду-Сул (1): 2008
- Победитель Южноамериканского кубка (1): 2008
- Победитель международного молодёжного турнира в Тулоне (2): 1999, 2000
- Победитель Кубка Америки (1): 2001